# Kaori Nazuka
Kaori Nazuka (名塚 佳織?, Nazuka Kaori; Tokyo, 24 aprile 1985) è un'attrice e doppiatrice giapponese.
Si è laureata presso la Toho Gakuen College of Drama and Music.

## Serie televisive
1999
- Ojarumaru (Koseki, Hamster no Kō-chan, Kanae)
- Ima, Soko ni Iru Boku (Lala-Ru)

2000
- UFO Baby (Miyu Kozuki)

2001
- Fruits Basket (Kisa Sohma)

2002
- Shichinin no Nana (Nanapon)
- .hack//SIGN (Subaru)

2003
- Avenger (Chris)
- Di Gi Charat Nyo! (Yu-Rei)
- Nanaka 6/17 (Satsuki Arashiyama)
- Bottle Fairy (Chiriri)

2004
- Jubei-chan 2: ~Siberia Yagyū no Gyakushū~ (Nazuka)
- Sweet Valerian (Kate)
- Pretty Cure (Kyōko Mori)
- Windy Tales (Nao)
- Madlax (Anne Moré)

2005
- Blood+ (Sonya - episode 17, Monique)
- Gyagu Manga Biyori (Ai Matsuyama, Saki Ushiyama, other characters)
- Canvas 2 ~Niji Iro no Sketch~ (Elise Hōsen)
- Eureka Seven (Eureka)
- Tsubasa Chronicle (Chi)[1]
- Noein (Miho Mukai)
- Pretty Cure Max Heart (Kyōko Mori)
- Mushishi (Aya Tozawa)

2006
- Inukami! (Nadeshiko)
- Innocent Venus (Sana Nobuto)
- Gyagu Manga Biyori 2 (Saki Ushiyama, Nyan Hoshi-chan, other characters)
- Gin-iro no Olynssis (Tea)
- Ghost Hunt (Mai Taniyama)
- Code Geass - Lelouch of the Rebellion (Nunnally Lamperouge)
- Simoun (Yun)
- Le Chevalier D'Eon (Lorentzia)
- .hack//Roots (Shino)[2]
- Blood+ (Sonja, Monique)

2007
- Darker than Black (Bai)
- Idolmaster: Xenoglossia (Ami Futami)
- Over Drive (Yuki Fukazawa)
- Gakuen Utopia Manabi Straight! (Mai Takeuchi)
- CODE-E (Sonomi Kujō)
- Kono Aozora ni Yakusoku wo ~Yōkoso Tsugumi Ryōhe~ (Akane Mita)
- Jigoku Shōjo Futakomori (Yuriko Kanno)
- Sumomomo Momomo: ~Chijō Saikyō no Yome~ (Tenten Koganei)
- Il cuore di Cosette (Cosette[3])
- D.Gray-man (Sachiko/Chomesuke)

2008
- Birdy the Mighty Decode (Capella Titis)
- Spice and Wolf (Chloe)
- Gyagu Manga Biyori 3 (Nyanbi, others)
- Code-E season 2 (Sonomi Kujō)
- Code Geass: Lelouch of the Rebellion R2 (Nunnally Lamperouge)
- Shina Dark (Christina Rey Holden)
- Strike Witches (Lynette Bishop)
- Soul Eater (Tsubaki Nakatsukasa[4])
- Tears to Tiara: Kakan no Daichi (Llyr)
- True Tears (Hiromi Yuasa)
- To Love-Ru (Yui Kotegawa)
- Hatenkō Yūgi (Ludvka)
- Toshokan Sensō (Nonomiya)
- Tytania (Lydia)

2009
- Birdy the Mighty Decode 02 (Capella Titis)
- Natsu no Arashi! (Kaja)
- Zettai karen children (Caroline, Carrie)
- Fullmetal Alchemist: Brotherhood (Maria Ross)
- Metal Fight Beyblade (Yuu Tendou)
- Pandora Hearts (Flower Girl)
- 07-Ghost (Sister Libelle)
- GA Geijutsuka Art Design Class (Miyabi Oomichi)
- Kämpfer (Shizuku Sangō)

2010
- Amagami (Tsukasa Ayatsuji)
- Motto To Love-Ru (Yui Kotegawa)
- Strike Witches 2 (Lynette Bishop)

2011
- Kämpfer (Shizuku Sangō)

2012
- Fairy Tail (Jenny Realight)
- Eureka Seven AO (Eureka)

2013
- Aikatsu! (Ema Shinjō)
- Fantasista Doll (Komachi Seishō, Tartè)
- Oreshura (Saeko Kiryū)
- Robotics;Notes   Frau Koujiro

2014
- Haikyū!! (Kiyoko Shimizu)
- Captain Earth (Rita Hino)
- Akame ga Kill! (Chelsea)

2016
- Mahō tsukai Pretty Cure! (Rizu)
- My Hero Academia (Invisible Girl/Tōru Hagakure, Mt. Lady/Yu Takeyama)

2024
- Shangri-La Frontier (Ritsu Amachi)
- Ranma ½ (serie animata 2024) (Ukyo Kuonji)

2025
- Mobile Suit Gundam GQuuuuuuX (Kycillia Zabi)

In arrivo
- Yutani Complex (Norika Kiyomizu)

## OVA
- Strike Witches (Lynette Bishop)
- .hack//GIFT (Subaru)
- Naisho no Tsubomi (Tsubomi Tachibana)
- Final Fantasy VII Advent Children (Geostigma-infected girl)
- Memories Off #5: Togireta Film The Animation (Miumi Sawarabi)
- Makasete Iruka! (Ao)
- Kami nomi zo shiru sekai -Tenri Ayukawa Arc- (Tenri Ayukawa)

## Film d'animazione
- Inukami! The Movie (Nadeshiko)
- Psalms of Planets Eureka Seven: Pocket Full of Rainbows (Eureka Zita)
- One Piece Film: Red (Uta)

## Videogiochi
- Hametsu no Mars (Shizuka Isono)
- Tenkuu Danzai Skelter Heaven (Konomi Tamura)
- .hack//Mutation (Subaru)
- .hack//Outbreak (Terajima Ryoko, Subaru)
- .hack//Quarantine (Terajima Ryoko, Subaru)
- Puyo Puyo 7 (Draco Centaurus)
- .hack//G.U. (Shino)
- Memories Off 5: Togireta Film (Miumi Sawarabi)
- Sorairo no Organ -Remix- (Lefeuille) - versione PS2
- Gadget Trial (Hisoka)
- Keitai Shōjo (Momoka Fujimiya)
- Mist of Chaos (Ruche)
- .hack//G.U. Vol. 1//Rebirth (Shino)
- .hack//G.U. Vol. 3//Redemption (Shino)
- Baroque (Alice)
- Eureka Seven (PSP) (Eureka)
- Tales of Innocence (Ange Serena)
- Super Robot Wars Z (Eureka)
- Amagami (Tsukasa Ayatsuji)
- The Last Remnant (Irina Sykes)
- Soul Eater: Battle Resonance (Tsubaki Nakatsukasa)
- Atelier Totori: Alchemist of Arland 2 (Totooria Helmold/Totori)
- Tales of the World: Radiant Mythology 3 (Ange Serena)
- Flowers (Suoh Shirahane)
- .hack//Link (Shino, Subaru)
- Super Robot Wars Z2: Destruction Chapter (Eureka)
- Super Robot Wars Z2: Rebirth Chapter (Nunnally Lamperouge, Eureka)
- Robotics;Notes (Frau Kojiro)
- Phantom Breaker: Battle Grounds (Frau Kojiro)
- Granblue Fantasy (Charlotta, Nunnally Lamperouge, Uta)
- Persona Q: Shadow of the Labyrinth (Rei)
- Fire Emblem: Fates (Hinoka)
- Fate/Grand Order (Miyu Edelfelt)
- My Hero Academia: Battle for All (Invisible Girl/Tōru Hagakure, Mt. Lady/Yu Takeyama)
- Azure Striker Gunvolt 2 (True Zonda)
- Fire Emblem Heroes (Nanna, Hinoka)
- Fire Emblem Warriors (Hinoka)
- .hack//G.U.: Last Recode (Shino)
- Shinobi Master Senran Kagura: New Link (Yui Kotegawa)
- Onimusha: Warlords HD (Yuki)
- Robotics;Notes DaSH (Frau Kojiro)
- Dragon Marked for Death (Strega)
- Pokémon Masters EX (Lana)
- Granblue Fantasy: Versus (Charlotta)
- One Piece: Pirate Warriors 4 (Uta)
- Blue Archive (Hibiki Nekozuka)
- Azure Striker Gunvolt 3 (Zonda)
- Little Witch Nobeta (Inquisitor, Ranger)
- My Hero Ultra Rumble (Mt. Lady/Yu Takeyama)
- Fate/Samurai Remnant (Rogue Berserker/Kishimojin)
- Granblue Fantasy: Versus Rising (Charlotta)
- Granblue Fantasy: Relink (Charlotta)
- Zenless Zone Zero (Tsukishiro Yanagi)
- Card-en-Ciel (True Zonda)